# Hisahito
Książę Hisahito z Akishino (jap. 悠仁親王 Hisahito Shinnō; ur. 6 września 2006 w Tokio) – książę japoński. Syn księcia Fumihito i księżnej Kiko. Jego symbolem jest sośnica japońska.

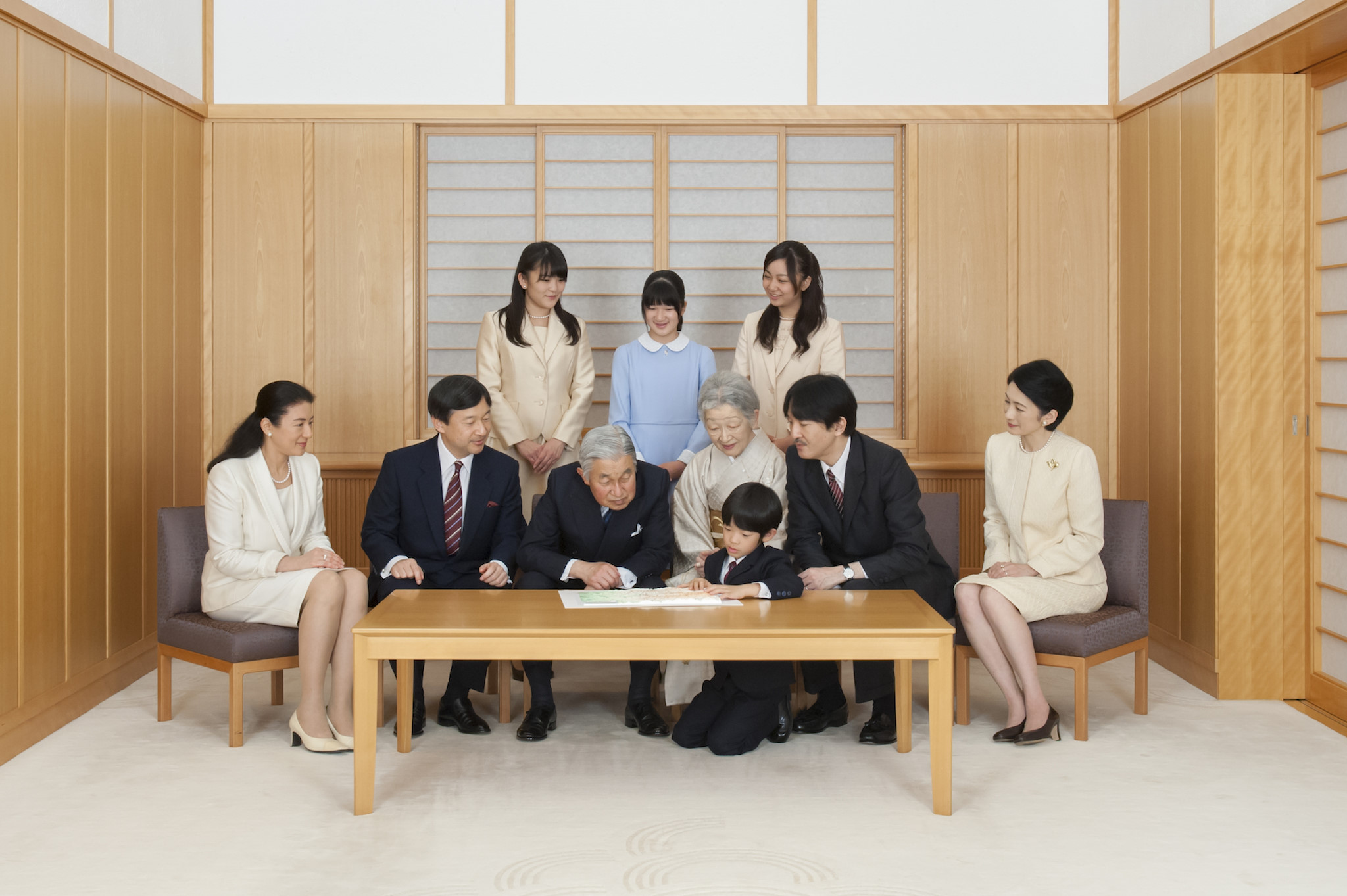
Książę Hisahito z rodziną (2013)

Jest pierwszym chłopcem urodzonym w rodzinie cesarskiej od ponad 40 lat. Jest drugim w kolejności do tronu, po swoim ojcu Fumihito.

## Nauka
W dniu 15 marca 2019 roku książę Hisahito ukończył naukę w szkole podstawowej przy Uniwersytecie Ochanomizu w Tokio i w dniu 8 kwietnia 2019 roku rozpoczął naukę w gimnazjum (niższej szkole średniej), także przy tej uczelni. Jest on pierwszym po II wojnie światowej członkiem rodziny cesarskiej, który nie uczęszcza do Gakushūin, zespołu szkół dla rodziny cesarskiej i arystokratów.

## Tytulatura
Od 6 września 2006: Jego Cesarska Wysokość Książę Hisahito z Akishino

## Genealogia
| Książę Hisahito | ojciec: Książę Akishino (Fumihito) | dziadek: Cesarz Akihito                      | pradziadek: Cesarz Shōwa                         |
| Książę Hisahito | ojciec: Książę Akishino (Fumihito) | dziadek: Cesarz Akihito                      | prababka: Cesarzowa Kōjun                        |
| Książę Hisahito | ojciec: Książę Akishino (Fumihito) | babka: Cesarzowa Michiko                     | pradziadek: Hidesaburō Shōda (jap. 正田英三郎)   |
| Książę Hisahito | ojciec: Książę Akishino (Fumihito) | babka: Cesarzowa Michiko                     | prababka: Fumiko Shōda (jap. 正田富美子)         |
| Książę Hisahito | matka: Księżna Kiko                | dziadek: Tatsuhiko Kawashima (jap. 川嶋辰彦) | pradziadek: Kangaehiko Kawashima (jap. 川嶋考彦) |
| Książę Hisahito | matka: Księżna Kiko                | dziadek: Tatsuhiko Kawashima (jap. 川嶋辰彦) | prababka: Kiko Kawashima (jap. 川嶋紀子)         |
| Książę Hisahito | matka: Księżna Kiko                | babka: Kazuyo Kawashima (jap. 川嶋和代)      | pradziadek: Kasuke Sugimoto (jap. 杉本嘉助)      |
| Książę Hisahito | matka: Księżna Kiko                | babka: Kazuyo Kawashima (jap. 川嶋和代)      | prababka: Eiko Sugimoto (jap. 杉本栄子)          |